# یواس‌اس رنجر (سی‌وی-۶۱)
یواس‌اس رنجر (سی‌وی-۶۱) (به انگلیسی: USS Ranger (CV-61)) یک کشتی بود که طول آن ۱٬۰۴۶ فوت (۳۱۹ متر) بود. این کشتی در سال ۱۹۵۷ ساخته شد.